# Scories Thomas
Pour les articles homonymes, voir Thomas.

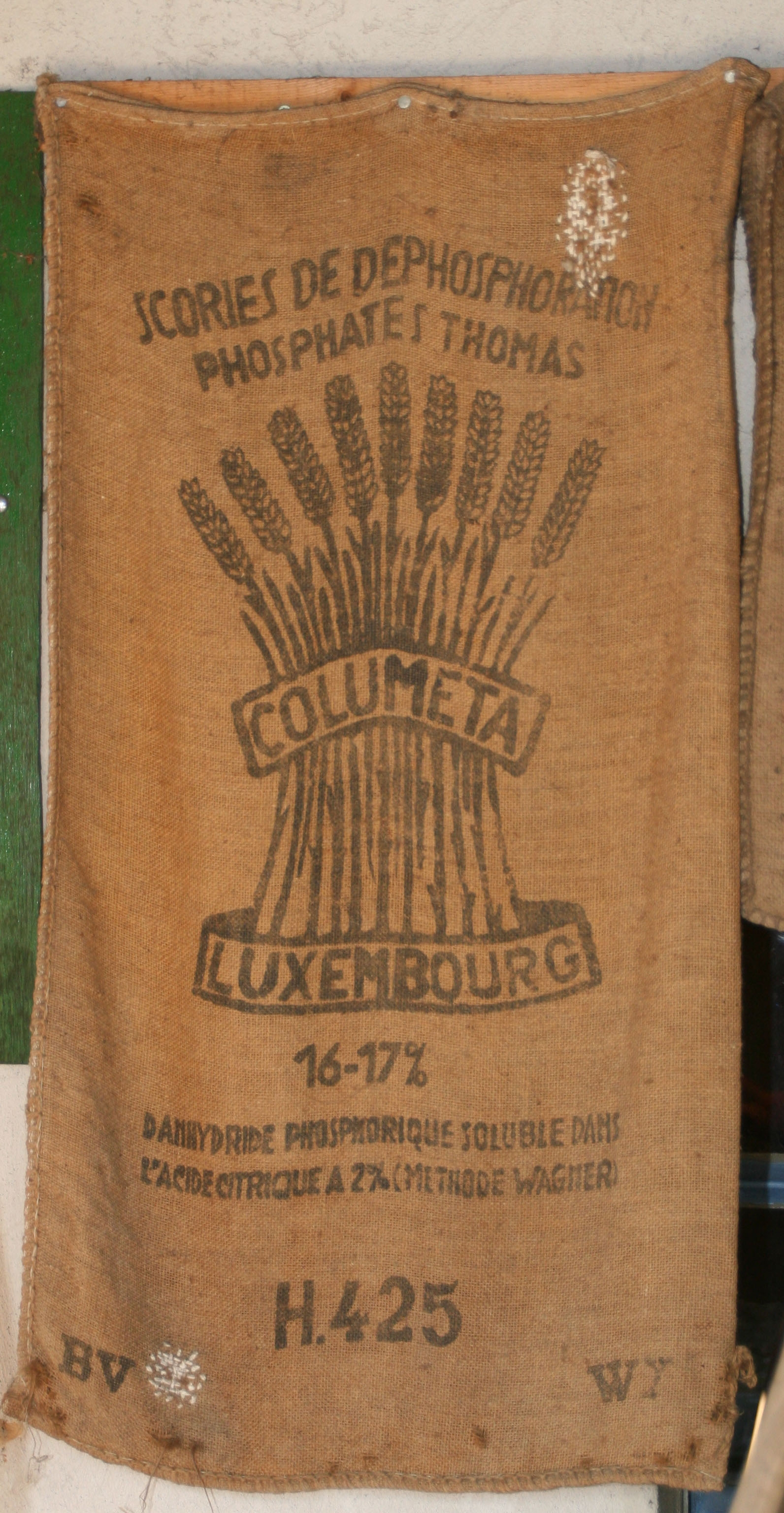
Sac de scories Thomas.

Les scories Thomas, ou scories de déphosphoration sont des coproduits issus de la fabrication d'acier à partir de minerai de fer phosphoreux selon le procédé Thomas, utilisés comme engrais phosphaté.
Ce produit, contenant légalement un minimum de 12 % de phosphore total est également très riche en chaux (environ 45 %), ce qui en fait à la fois un engrais et un amendement. Il s'utilise principalement sur sols acides, qu'il fertilise et chaule simultanément.
Son utilisation en France a quasiment disparu du fait de la fermeture des mines de fer de Lorraine, d'où l'on extrayait la « minette », minerai phosphoreux, désormais remplacé par des minerais d'importation non phosphoreux.